# 빅터 무어

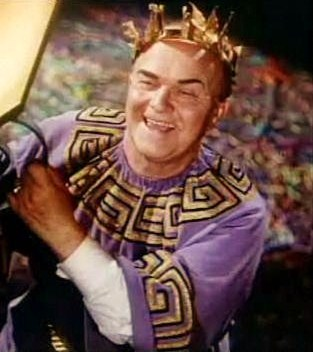

빅터 무어(Victor Moore, 1876년 2월 24일 ~ 1962년 7월 23일)는 미국의 연극 배우, 영화배우, 텔레비전 배우이다.

## 영화
- 7년만의 외출 (1955년)
- 온 아워 메리 웨이 (1948년)
- 5번가에서 생긴 일 (1947년)
- 지그펠드 폴리스 (1946년)
- 캐롤리나 블루스 (1944년)
- 디스 이즈 더 아미 (1943년)
- 스타 스팽글드 리듬 (1942년)
- 루이지아나 퍼처스 (1941년)
- 라디오 시티 레벌스 (1938년)
- 라이프 오브 더 파티 (1937년)
- 내일을 위한 길 (1937년)
- 1937년의 황금광들 (1936년)
- 스윙 타임 (1936년)